# Doo
Doo (Do′o) ist eine indonesische Insel im Timorarchipel (Kleine Sundainseln). Sie gehört zum Distrikt (Kecamatan) Ndao Nuse im Regierungsbezirk (Kabupaten) Rote Ndao (Provinz Ost-Nusa Tenggara).
Doo ist unbewohnt und hat eine Fläche von 192 ha. Sie liegt westlich der Insel Roti.